# Rose Heilbron
Pour les articles homonymes, voir Heilbron.
Rose Heilbron, née le 19 août 1914 à Liverpool et morte le 8 décembre 2005 à Islington (Londres), est une avocate britannique, juge de la Haute Cour de justice anglaise et galloise.
Sa carrière comprend de nombreuses « premières » pour une femme - elle est la première femme à obtenir un diplôme spécialisé en droit à l'université de Liverpool, la première femme à remporter une bourse pour le barreau de Gray's Inn, l'une des deux premières femmes à être nommées conseillère de le Reine (QC, Queen's counsel) en Angleterre, la première femme à diriger une affaire de meurtre, la première juge (Recorder), la première juge à siéger à l'Old Bailey, et la première femme trésorière du barreau de Gray's Inn. Elle est également la deuxième femme à être nommée juge à la Haute Cour, après Elizabeth Lane.

## Biographie

### Jeunesse
Rose Heilbron est la fille d'un hôtelier, Max Heilbron et de son épouse Nellie née Summers. Son père tenait une auberge pour aider les Juifs qui voulaient émigrer aux États-unis. Rose Heilbron va à la Belvedere Academy et à l'université de Liverpool, où elle devient l'une des deux premières femmes à obtenir un master de droit en 1935. Elle reçoit la bourse de Lord Justice Holker pour le barreau de Gray's Inn en 1936. Elle devient l'une des deux seules femmes à obtenir une maîtrise en droit en 1937. Deux ans plus tard, elle est admise au barreau et rejoint le district judiciaire du Northern Circuit en 1940.

### Carrière
Rose Heilbron est avocate spécialiste en droit du dommage corporel et en droit pénal. Son ascension rapide fut peut-être aidée par le fait que beaucoup d'hommes furent dans les forces armées pendant la Seconde Guerre mondiale, période qui correspond à ses six premières années de sa carrière en tant qu'avocate.
Elle est avocate junior du joueur de cricket antillais Learie Constantine dans le procès qu'il intente en 1944, Constantine v Imperial Hotels, après qu'un hôtel lui a refusé une chambre parce qu'il est Noir. En 1946, dans Adams v Naylor, elle représente deux garçons blessés dans un champ de mines sur la plage entre Crosby et Southport et qui portent plainte contre un officier. L'appel, bien qu'infructueux à la Chambre des lords, contribua à la Crown Proceedings Act 1947, législation permettant de poursuivre en justice la Couronne.
En 1946, Rose Heilbron a déjà comparu dans dix procès pour meurtre et en 1949, quelques mois seulement après la naissance de sa fille, elle est l'une des deux premières femmes nommées conseillère de la Reine au barreau anglais (l'autre est Helena Normanton). Âgée de 34 ans, elle est la plus jeune QC depuis Thomas Erskine en 1783 alors âgé de 33 ans. Elle devient célèbre, en particulier dans sa ville natale, lorsque, en 1949-1950, elle est la première femme chargée de la défense dans une affaire de meurtre, le meurtre du Cameo. Le gangster George Kelly est accusé d'avoir abattu le directeur adjoint du Cameo Cinema à Liverpool. L'accusé aurait dit qu'il ne voulait pas d'« une Judy pour le défendre », mais il fit plus tard l' éloge de sa défense minutieuse. Cette affaire conduit à la nomination de Rose Heilbron pour « Femme de l'année » du Daily Mirror. Elle n'a pas pu éviter à Kelly la pendaison mais la Cour d'appel annule la condamnation de celui-ci en 2003 la jugeant dangereuse[Quoi ?].
Les succès de Rose Heilbron dans la première moitié des années 1950 incluent la défense de quatre hommes accusés d'avoir pendu un garçon lors d'un cambriolage. Elle démontre que la mort est accidentelle. Elle défend aussi Louis Bloom, un avocat de Hartlepool accusé du meurtre de sa maîtresse dans son bureau, qui est finalement reconnu coupable d'homicide involontaire. Cependant, en 1953, elle ne réussit pas à sauver John Todd de la pendaison pour le meurtre d'un commerçant à Aintree.
Elle mène plusieurs autres affaires importantes, notamment Ormrod contre Crosville Motor Services relevant de la responsabilité du fait d'autrui en 1953 et Sweet contre Parsley sur la présomption d'une exigence de Mens rea dans les infractions pénales en 1970.

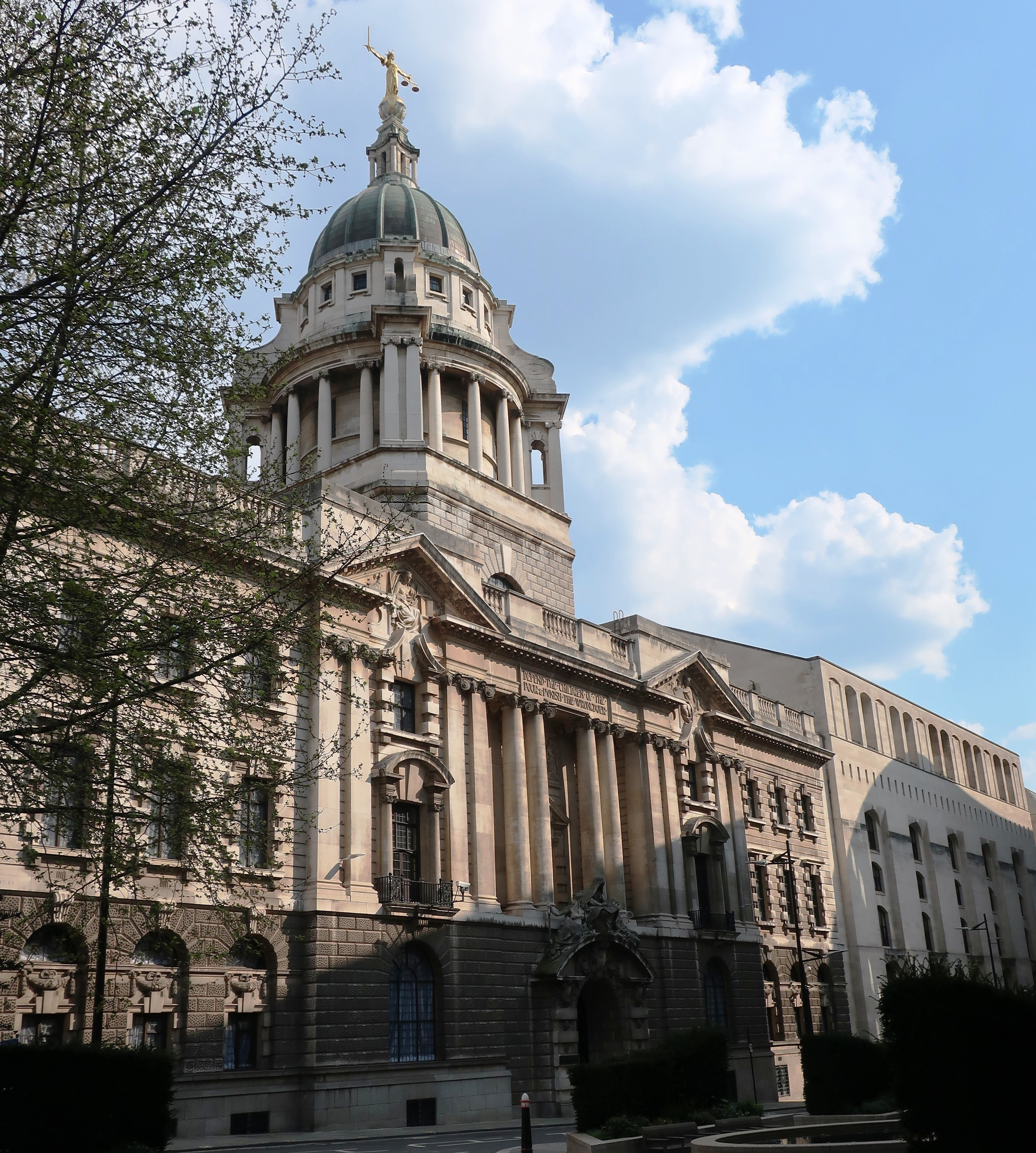
Le tribunal de l'Old Bailey à Londres.

Rose Heilbron est nommée juge (Recorder) pour Burnley en novembre 1956, première nomination d'une femme comme Recorder, mais ce n'est pas la première fois qu'une femme préside. Sybil Campbell fut nommée magistrate métropolitain salariée à temps plein en 1945, et Dorothy Knight Dix fut la première femme à présider un procès devant jury en 1946, en tant que Recorder adjointe. En 1957, Rose Heilbron est la première femme à siéger comme commissaire d'Assizes, rôle qui a depuis disparu. Elizabeth Lane fut nommée première femme juge à la Cour régionale en 1962 et à la Haute Cour en 1965, mais Rose Heilbron est nommée première femme juge à siéger à l'Old Bailey le 4 janvier 1972. Elle devient responsable du district judiciaire du Northern Circuit en 1973, puis suit Elizabeth Lane en tant que deuxième femme juge de la Haute Cour en 1974. Malgré son expérience dans les affaires criminelles pour laquelle la Cour du Banc de la Reine aurait été plus adéquate, elle est affectée à la division familiale de la Haute Cour de justice, et reçoit le titre de Dame de l'Empire Britannique à sa nomination. Elle s'occupe de nombreuses affaires pénales tout en présidant le Northern Circuit  (la première femme présidente de n'importe quelle zone juridique) de 1979 à 1982. Rose Heilbron y a pris quelques-unes de ses plus célèbres décisions. En septembre 1975, elle refuse la demande de stérilisation de la mère et du médecin d'une jeune fille de 11 ans sous prétexte que celle-ci souffre du syndrome de Sotos, une maladie rare. Rose Heilbron explique que cette stérilisation priverait l'enfant d'un droit fondamental, à savoir le droit d'une femme à avoir des enfants. De même, elle juge que le partenaire d'une femme enceinte ne peut pas s'opposer à l'interruption volontaire de grossesse sous prétexte qu'il s'agit d'un crime. Son jugement fut maintenu en appel et la jeune femme put avorter.
En 1975, le ministre de l'Intérieur, Roy Jenkins, nomme Rose Heilbron présidente d'un comité chargé d'examiner la réforme des lois sur le viol. Le rapport du comité recommande que l'absence de consentement sexuel  (et non l'absence de violence) soit au cœur de la condamnation, que l'identité des plaignants pour viol soit gardée secrète et que la défense soit limitée dans sa capacité à contre-interroger la plaignante sur ses antécédents sexuels dans le but d'attaquer sa personnalité.
En 1976, elle est nommée fellow honoraire de Lady Margaret Hall, l'un des collèges pour femmes de l'université d'Oxford.
Elle est conseillère au du barreau du Gray's Inn en 1968 et est la première femme à diriger l'un des quatre barreaux des Inns of Court lorsqu'elle en devient la trésorière en 1985. Elle prend sa retraite de la fonction judiciaire en 1988.

### Décès
Elle meurt d'une pneumonie et d'une ischémie cérébrovasculaire à Islington, laissant son mari et sa fille.
Une biographie de Rose Heilbron par sa fille Hilary est publiée en 2012.

### Vie privée
Sa fille, Hilary, est née en janvier 1949 et est également devenue avocate puis nommée Queen's counsel en 1987, la 29e femme ainsi honorée.